# GPR75
GPR75, G protein-spregnuti receptor 75, je protein koji je kod čoveka kodiran GPR75 genom.
 je član familije G protein-spregnutih receptora. Ti proteini su receptori ćelijske površine koji aktiviraju proteine guanin-nukleotidnog vezivanja nakon što se ligand veže za njih.

## Literatura
1. ↑  Tarttelin EE, Kirschner LS, Bellingham J, Baffi J, Taymans SE, Gregory-Evans K, Csaky K, Stratakis CA, Gregory-Evans CY (1999). „Cloning and characterization of a novel orphan G-protein-coupled receptor localized to human chromosome 2p16”. Biochem Biophys Res Commun. 260 (1): 174—80. PMID 10381362. doi:10.1006/bbrc.1999.0753.
2. 1 2  „Entrez Gene: GPR75 G protein-coupled receptor 75”.

## Dodatna literatura
- Strausberg RL; Feingold EA; Grouse LH;  . (2003). „Generation and initial analysis of more than 15,000 full-length human and mouse cDNA sequences.”. Proc. Natl. Acad. Sci. U.S.A. 99 (26): 16899—903. PMC 139241 . PMID 12477932. doi:10.1073/pnas.242603899.
- Gerhard DS; Wagner L; Feingold EA;  . (2004). „The status, quality, and expansion of the NIH full-length cDNA project: the Mammalian Gene Collection (MGC).”. Genome Res. 14 (10B): 2121—7. PMC 528928 . PMID 15489334. doi:10.1101/gr.2596504.
- Hillier LW; Graves TA; Fulton RS;  . (2005). „Generation and annotation of the DNA sequences of human chromosomes 2 and 4.”. Nature. 434 (7034): 724—31. PMID 15815621. doi:10.1038/nature03466.